# Liste du patrimoine immobilier classé de Butgenbach
Cette page regroupe l'ensemble du patrimoine immobilier classé de la ville belge de Butgenbach.
| Objet                           | Année de construction / Architecte | Adresse              | Section communale | Coordonnées                      | Numéro d’inventaire | Illustration                    |
| ------------------------------- | ---------------------------------- | -------------------- | ----------------- | -------------------------------- | ------------------- | ------------------------------- |
|                                 |                                    |                      | Bütgenbach        | 50° 25′ 39″ nord, 6° 12′ 04″ est | 31002               |                                 |
|                                 |                                    |                      |                   | 50° 29′ 57″ nord, 6° 17′ 06″ est | 31041               |                                 |
|                                 |                                    |                      |                   | 50° 29′ 17″ nord, 6° 13′ 45″ est | 31044               |                                 |
|                                 |                                    |                      |                   | 50° 26′ 13″ nord, 6° 11′ 50″ est | 31042               |                                 |
| église Saint-Michel de Weywertz |                                    |                      | Bütgenbach        | 50° 26′ 07″ nord, 6° 09′ 52″ est | 31043               | église Saint-Michel de Weywertz |
|                                 |                                    | Hof Lindenstrasse 12 |                   | 50° 25′ 59″ nord, 6° 09′ 52″ est | 31032               |                                 |
|                                 |                                    |                      |                   | 50° 28′ 42″ nord, 6° 18′ 31″ est | 31031               | Image manquante                 |